# Leoš Friedl
Leoš Friedl  (Jindřichův Hradec, 1 januari 1977) is een Tsjechisch tennisser die sinds 1997 uitkomt in het professionele tenniscircuit.
Friedl is vooral succesvol in het dubbelspel met zestien toernooioverwinningen op de ATP-tour. In 2001 won Friedl met partner Daniela Hantuchová de gemengd-dubbelfinale van Wimbledon door in de finale het Amerikaanse duo Mike Bryan en Liezel Huber te verslaan met 4–6, 6–3, 6–2.

## Palmares
| Legenda                       | Legenda               |
| ----------------------------- | --------------------- |
| Grand Slam                    |                       |
| Olympische Spelen             |                       |
| tot 2009                      | vanaf 2009            |
| Tennis Masters Cup            | ATP Finals            |
| ATP Masters Series            | ATP Tour Masters 1000 |
| ATP International Series Gold | ATP Tour 500          |
| ATP International Series      | ATP Tour 250          |

| Nr.                          | Datum             | Toernooi            | Ondergrond | Partner          | Tegenstanders in finale                  | Score               | Details |
| ---------------------------- | ----------------- | ------------------- | ---------- | ---------------- | ---------------------------------------- | ------------------- | ------- |
| Gewonnen finales herendubbel |                   |                     |            |                  |                                          |                     |         |
| 1.                           | 30 juli 2000      | ATP San Marino      | Gravel     | Tomáš Cibulec    | Gastón Etlis Jack Waite                  | 7-6(1), 7-5         | Details |
| 2.                           | 28 juli 2002      | ATP Sopot           | Gravel     | František Čermák | Jeff Coetzee Nathan Healey               | 7–5, 7–5            | Details |
| 3.                           | 13 april 2003     | ATP Casablanca      | Gravel     | František Čermák | Devin Bowen Ashley Fisher                | 6–3, 7–5            | Details |
| 4.                           | 25 juli 2004      | ATP Kitzbühel       | Gravel     | František Čermák | Lucas Arnold Ker Martín García           | 6–3, 7–5            | Details |
| 5.                           | 15 augustus 2004  | ATP Sopot           | Gravel     | František Čermák | Martín García Sebastián Prieto           | 2–6, 6–2, 6–3       | Details |
| 6.                           | 13 februari 2005  | ATP Buenos Aires    | Gravel     | František Čermák | José Acasuso Sebastien Prieto            | 6–2, 7–5            | Details |
| 7.                           | 20 februari 2005  | ATP Costa Do Sauipe | Gravel     | František Čermák | José Acasuso Ignacio González King       | 6–4, 6–4            | Details |
| 8.                           | 10 april 2005     | ATP Casablanca      | Gravel     | František Čermák | Martín García Luis Horna                 | 6–4, 6–3            | Details |
| 9.                           | 1 mei 2005        | ATP Estoril         | Gravel     | František Čermák | Juan Ignacio Chela Tommy Robredo         | 6–3, 6–4            | Details |
| 10.                          | 10 juli 2005      | ATP Gstaad          | Gravel     | František Čermák | Michael Kohlmann Rainer Schüttler        | 7–6(6), 7–6(11)     | Details |
| 11.                          | 31 juli 2004      | ATP Kitzbühel       | Gravel     | Andrei Pavel     | Christophe Rochus Olivier Rochus         | 6-2, 6-7(5), 6-0    | Details |
| 12.                          | 19 februari 2006  | ATP Buenos Aires    | Gravel     | František Čermák | Vasilis Mazarakis Boris Pashanski        | 6–1, 6–2            | Details |
| 13.                          | 5 maart 2006      | ATP Acapulco        | Gravel     | František Čermák | Potito Starace Filippo Volandri          | 7–5, 6–2            | Details |
| 14.                          | 6 augustus 2006   | ATP Sopot           | Gravel     | František Čermák | Martin García Sebastián Prieto           | 6–3, 7–5            | Details |
| 15.                          | 22 juli 2007      | ATP Stuttgart       | Gravel     | František Čermák | Guillermo García López Fernando Verdasco | 6–4, 6–4            | Details |
| 16.                          | 1 augustus 2010   | ATP Umag            | Gravel     | Filip Polášek    | František Čermák Michal Mertiňák         | 6-3, 7-6(7)         | Details |
| Verloren finales herendubbel |                   |                     |            |                  |                                          |                     |         |
| 1.                           | 26 augustus 2001  | ATP Long Island     | Hardcourt  | Radek Štěpánek   | Jonathan Stark Kevin Ullyett             | 1–6, 4–6            | Details |
| 2.                           | 29 september 2002 | ATP Palermo         | Gravel     | František Čermák | Lucas Arnold Ker Luis Lobo               | 4–6, 6–4, 2–6       | Details |
| 3.                           | 5 januari 2003    | ATP Chennai         | Hardcourt  | František Čermák | Julian Knowle Michael Kohlmann           | 6–7(1), 6–7(3)      | Details |
| 4.                           | 11 januari 2003   | ATP Auckland        | Hardcourt  | Tomáš Cibulec    | David Adams Robbie Koenig                | 6–7(5), 6–3, 3–6    | Details |
| 5.                           | 16 februari 2003  | ATP Viña del Mar    | Gravel     | František Čermák | Agustín Calleri Mariano Hood             | 3–6, 6–1, 4–6       | Details |
| 6.                           | 13 juli 2003      | ATP Gstaad          | Gravel     | František Čermák | Leander Paes David Rikl                  | 3–6, 3–6            | Details |
| 7.                           | 3 augustus 2003   | ATP Sopot           | Gravel     | František Čermák | Mariusz Fyrstenberg Marcin Matkowski     | 4–6, 7–6(7), 3–6    | Details |
| 8.                           | 28 september 2003 | ATP Palermo         | Gravel     | František Čermák | Lucas Arnold Ker Mariano Hood            | 6–7(6), 7–6(3), 4–6 | Details |
| 9.                           | 29 februari 2004  | ATP Costa do Sauipe | Gravel     | Tomas Behrend    | Mariusz Fyrstenberg Marcin Matkowski     | 2–6, 2–6            | Details |
| 10.                          | 18 april 2004     | ATP Estoril         | Gravel     | František Čermák | Juan Ignacio Chela Gastón Gaudio         | 2–6, 1–6            | Details |
| 11.                          | 23 mei 2004       | ATP Sankt Pölten    | Gravel     | Tomáš Cibulec    | Mariano Hood Petr Pála                   | 6–3, 5–7, 4–6       | Details |
| 12.                          | 19 juni 2005      | ATP Rosmalen        | Gras       | Tomáš Cibulec    | Cyril Suk Pavel Vízner                   | 3–6, 4–6            | Details |
| 13.                          | 15 januari 2006   | ATP Sydney          | Hardcourt  | František Čermák | Fabrice Santoro Nenad Zimonjić           | 1–6, 4–6            | Details |
| 14.                          | 5 februari 2006   | ATP Viña del Mar    | Gravel     | František Čermák | José Acasuso Sebastián Prieto            | 6–7(2), 4–6         | Details |
| 15.                          | 7 mei 2006        | ATP Estoril         | Gravel     | Lucas Arnold Ker | Lukáš Dlouhý Pavel Vízner                | 3–6, 1–6            | Details |
| 16.                          | 26 mei 2007       | ATP Pörtschach      | Gravel     | David Skoch      | Simon Aspelin Julian Knowle              | 6–7(6), 7–5, [5–10] | Details |

## Prestatietabellen
| Legenda | Legenda                          |
| ------- | -------------------------------- |
| g.t.    | geen toernooi gehouden           |
| l.c.    | lagere categorie                 |
| –       | niet deelgenomen                 |
| G       | uitgeschakeld in de groepsfase   |
| 1R      | uitgeschakeld in de eerste ronde |
| 2R      | uitgeschakeld in de tweede ronde |
| 3R      | uitgeschakeld in de derde ronde  |
| 4R      | uitgeschakeld in de vierde ronde |
| KF      | uitgeschakeld in de kwartfinale  |
| HF      | uitgeschakeld in de halve finale |
| F       | de finale verloren               |
| W       | het toernooi gewonnen            |
| w-v     | winst/verlies-balans             |

### Prestatietabel grand slam, dubbelspel
| Toernooi        | 2000 | 2001 | 2002 | 2003 | 2004 | 2005 | 2006 | 2007 | 2008 | 2009 | 2010 | 2011 |
| --------------- | ---- | ---- | ---- | ---- | ---- | ---- | ---- | ---- | ---- | ---- | ---- | ---- |
| Australian Open | –    | 2R   | 3R   | 2R   | 3R   | 1R   | 2R   | 1R   | 2R   | –    | 1R   | –    |
| Roland Garros   | –    | KF   | 1R   | 3R   | 3R   | 3R   | 2R   | 2R   | –    | 2R   | 1R   | –    |
| Wimbledon       | 1R   | 2R   | 2R   | 2R   | 1R   | 3R   | 1R   | 2R   | –    | 3R   | 1R   | 1R   |
| US Open         | 1R   | 2R   | 1R   | 3R   | 1R   | 2R   | KF   | 2R   | –    | 3R   | 1R   | –    |